# Tamarix canariensis
Tamarix canariensis, el tarajal, taraje o taray de Canarias, es un pequeño árbol de la familia de las tamaricáceas.

## Descripción
Pequeño árbol de ramas purpúreas o pardo rojizas. Las hojas presentan muchas glándulas secretoras de sal. Las brácteas son iguales o mayores que el cáliz. Disco nectarífero carnoso, del que nacen 5 estambres.

## Distribución y hábitat
Se localiza en torno al Mediterráneo occidental y en las Islas Canarias. Se desarrolla en suelos salinos del litoral y del interior, en depresiones y bordes de arroyos. Florece en primavera y verano. Con esta especie es posible que ocurra lo mismo que con Quercus canariensis que las muestras de herbario en que se basa el nombre no vengan de Canarias, sino del noroeste de África (las describió el mismo autor y las recolectó el mismo señor, de forma que pudo haber ocurrido el mismo cambio de etiquetas que en el quejigo andaluz).

## Importancia económica y cultural
Usos
Las especies del género Tamarix actualmente son muy utilizadas en la reforestación de taludes y medianas de carreteras en buena parte de la península ibérica, por lo que se han llegado a naturalizar algunas especies exóticas. En general todas ellas reciben el nombre vulgar de taray. El considerable aumento de especies introducidas dificulta su determinación, para lo cual es fundamental el estudio del disco nectarífero en el que se insertan los estambres.
Otras especies que se utilizan como ornamentales son Tamarix gallica, Tamarix africana, Tamarix parviflora (flor temprana) y Tamarix pentandra (flor en verano).
Ejemplares sobresalientes
Entre los ejemplares de mayor tamaño de España se encuentra los Tamarices del Prado, un grupo de varios árboles en la localidad de San Esteban de Litera, en Huesca, con perímetros de 2,45 y 2,70 metros.

## Taxonomía
Tamarix canariensis fue descrita por Carl Ludwig Willdenow y publicado en Abh. Akad. Berlin Physik. 1812–1813: 79. 1816.
Etimología
El nombre de este género conserva el que le daban los romanos y se cree derivado del río Tamaris de la Tarraconense —al parecer el actual río Tambre— en cuyas orillas crecían con profusión estos arbustos.
Canariensis es un epíteto que alude a su localización geográfica en las Islas Canarias.